# Peppes Pizza
Peppes Pizza é uma cadeia norueguesa de restaurantes de pizza, constituindo a maior do ramo na Escandinávia.
Foi fundada em 1970, em Oslo, pelo norte-americano Louis Jordan e por sua esposa norueguesa Anne.
Atualmente, possui mais de 2500 empregados, com restaurantes espalhados por toda a Noruega, desde Hammerfest, no norte, até Kristiansand, no sul, e também no Cuaite, na China e no Egito. Pertence à empresa Umoe Catering AS, que a adquiriu em 2002.
Os restaurantes vendem mais de 4 milhões de pizzas por ano, ou cerca de 22 000 refeições por dia.
Em 2007, a Peppes Pizza deu início a uma linha de produtos para venda em supermercados e outros estabelecimentos, para serem consumidos em casa.